# Англо-руско съглашение
Англо-руското съглашение (или Англо-руска конвенция от 1907 г.) е договор, сключен на 31 август 1907 година в Санкт Петербург между Великобритания и Русия, който разграничава сферите на влияние на двете държави в Средна Азия.
Съглашението е подписано от руския министър на външните работи Александър Изволски и британския посланик Артур Никълсън. То слага край на Голямата игра в Азия и, заедно със Сърдечното съглашение и Френско-руския съюз, формира Антантата между Англия, Франция и Русия.
Съглашението определя съответните сфери на влияние в Персия, Афганистан и Тибет. Според конвенцията, Русия признава протектората на Великобритания над Афганистан и се съгласява да не влиза в договорни отношения с афганските емири. Двете страни признават Тибет като част от Китай и се отказват от опитите си за установяване на контрол над областта. Персия се разделя на три сфери на влияние: руска на север (южната ѝ граница е линията Касре – Ширин – Исфахан – Язд – Зулфегар), английска на юг (на югоизток от линията Бендер-Абас – Керман – Бирдженд – Гезик) и неутрална в централната част на страната.